# 3108 Lyubov
3108 Lyubov è un asteroide della fascia principale. Scoperto nel 1972, presenta un'orbita caratterizzata da un semiasse maggiore pari a 2,2287361 UA e da un'eccentricità di 0,1685269, inclinata di 3,28398° rispetto all'eclittica.
L'asteroide è dedicato all'attrice sovietica Ljubov' Petrovna Orlova.